# Apobaetis lakota
Apobaetis lakota är en dagsländeart som beskrevs av Mccafferty 2000. Apobaetis lakota ingår i släktet Apobaetis och familjen ådagsländor. Inga underarter finns listade i Catalogue of Life.